# KV1
KV1 – grobowiec należący do Ramzesa VII z XX dynastii. Został odkryty w 1984 przez Edwina Brocka.

## Opis
Grobowiec składał się z wejścia, korytarza, komory grobowej, małej sali i niszy.
W korytarzu na ścianach przedstawione są sceny z Księgi Bram i Ksiegi Jaskiń, zmarły jest przedstawiony z bogami: Re-Horachte-Atum-Chepri i Ptah-Sokar-Ozyrys, na suficie natomiast pokazany jest filar Dżed, któremu towarzyszą dwie klęczące boginie: Izyda i Neftyda.
Komora grobowa początkowo miała być kolejnym korytarzem, świadczą o tym nierówności podłogi przy ścianach. Południowo-wschodnia ściana (z wejściem z korytarza) przedstawia Sechmet-Bastet-Weret-Hekau po lewej stronie i Weret-Hekau po prawej stronie wejścia od strony komory. Górne części dwóch bocznych ścian pokazują różne sceny np. dysk słoneczny i ciało Ozyrysa w towarzystwie bogów. Środkowe części bocznych ścian są przyozdobione scenami z Księgi Ziemi. Tylna ściana w wejściem do małej sali przedstawia po obu stronach wizerunek faraona. Wszystkie ściany u dołu są ozdobione postaciami związanych wrogów oraz serechami. W centralnej części komory grobowej znajduje się dwupoziomowy szyb przykryty granitowym sarkofagiem. Na sarkofagu przedstawiono figury Izydy, Neftydy, Selkit, Neit i czterech synów Horusa (Hapi, Imset, Duamutef, Kebehsenuf). W przeciwległych bokach górnego poziomu szybu znajdowały się nacięcia, po dwa w każdym boku, w których były umieszczone półkoliste urny kanopskie. Sufit komory grobowej ma sklepienie kolebkowe. Udekorowany jest dwiema wydłużonymi postaciami Nut z nogami i głową skierowaną na boki i stykającymi się plecami. Dolna część sufitu przedstawia klęczące postacie reprezentujące zegar gwiezdny. Wiele postaci bogów zostały uszkodzone, szczególnie twarze, nogi i ręce, prawdopodobnie przez Koptów, którzy zamieszkiwali ten grobowiec.

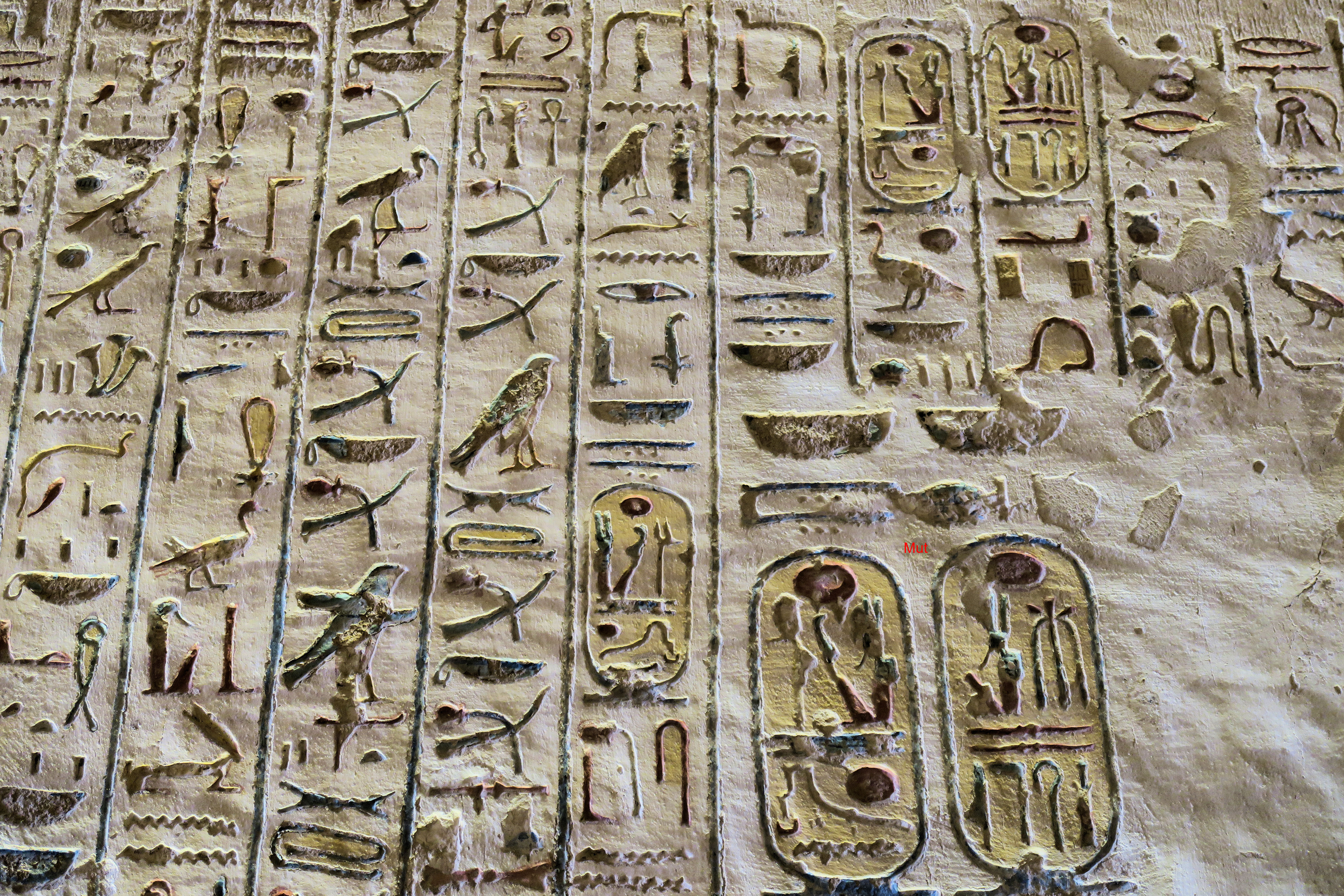
Płaskorzeźby nagrobne KV1

Mała sala na końcu grobowca prawdopodobnie miała być korytarzem i nie została ukończona na czas. Boczne ściany przedstawiają króla w towarzystwie Ozyrysa i Maat. W górnej części tylnej ściany pokazana jest scena z Księgi Bram przedstawiająca łódkę ze świnią i dwiema małpami. Na suficie znajdują się kartusze i klęczące bóstwa. W tylnej ścianie znajduje się nisza z filarami Dżed i ofiarnymi zwierzętami. W wejściu do sali w suficie i na podłodze znajdują się obrotowe otwory, co świadczy, że znajdowały się tam drzwi dwuskrzydłowe.